# Venus d'Urbino
La Venus d'Urbino (Venere di Urbino en italià) és una obra de Ticià (1538) exposada a la Galleria degli Uffizi. L'obra fou realitzada, durant la seva estada a la Cort d'Urbino, per al fill de l'aleshores duc d'Urbino Francesco Maria della Rovere, el posterior duc d'Urbino Guidobaldo II della Rovere i fou regalada, per aquest últim, a la seva esposa Giulia Varano.

## Descripció
La representació de Venus, la dea de l'amor, mira fixament a l'espectador. La llum i el color clar i càlid del cos de Venus ressalten en contrast amb el fons i els coixins foscos. El gos als peus de la dona és un símbol de fidelitat conjugal. Darrere l'escena l'empleada observa a la nena mentre busca en un calaix, fet que simbolitza la maternitat.